# Estación de Altafulla-Tamarit
Altafulla-Tamarit es una estación de ferrocarril situada en el municipio español de Tarragona, en la provincia de Tarragona, comunidad autónoma de Cataluña.Aunque se encuentra adherida a la trama urbana de Altafulla. Actualmente paran trenes de Media Distancia operados por Renfe y trenes de la Línea RT2 de Cercanías del Camp de Tarragona.
ahora mismo en obras

## Situación ferroviaria
La estación se encuentra en el punto kilométrico 10,8 de la línea férrea de ancho ibérico que une Zaragoza-Miraflores con San Vicente de Calders, situada a 6,36 metros de altitud. Dicha línea sufre un reinicio de su kilometraje en Tarragona, tomando como base el antiguo trazado entre Tarragona y Barcelona.

## Servicios ferroviarios

### Cercanías
En esta estación para la Línea RT2 de Cercanías del Campo de Tarragona.

### Media Distancia Renfe
| Origen/destino                             | Anterior/siguiente | Línea | Siguiente/anterior | Destino/origen                                  |
| ------------------------------------------ | ------------------ | ----- | ------------------ | ----------------------------------------------- |
| Port Aventura Tortosa                      | Tarragona          |       | Torredembarra      | Barcelona-Estación de Francia San Andrés Condal |
| Reus Mora la Nueva Flix Ribarroja de Ebro  | Tarragona          |       | Torredembarra      | Barcelona-Estación de Francia San Andrés Condal |
| Valls La Plana-Picamoixons Lérida Pirineos | Tarragona          |       | Torredembarra      | Barcelona-Estación de Francia San Andrés Condal |
| Caspe Zaragoza-Delicias                    | Tarragona          |       | Torredembarra      | Barcelona-Estación de Francia San Andrés Condal |